# Antongilus biroi
Antongilus biroi är en skalbaggsart som först beskrevs av Thérond 1965.  Antongilus biroi ingår i släktet Antongilus och familjen stumpbaggar. Inga underarter finns listade i Catalogue of Life.